# Ocymyrmex ankhu
Ocymyrmex ankhu är en myrart som beskrevs av Bolton 1981. Ocymyrmex ankhu ingår i släktet Ocymyrmex och familjen myror. Inga underarter finns listade i Catalogue of Life.

## Bildgalleri

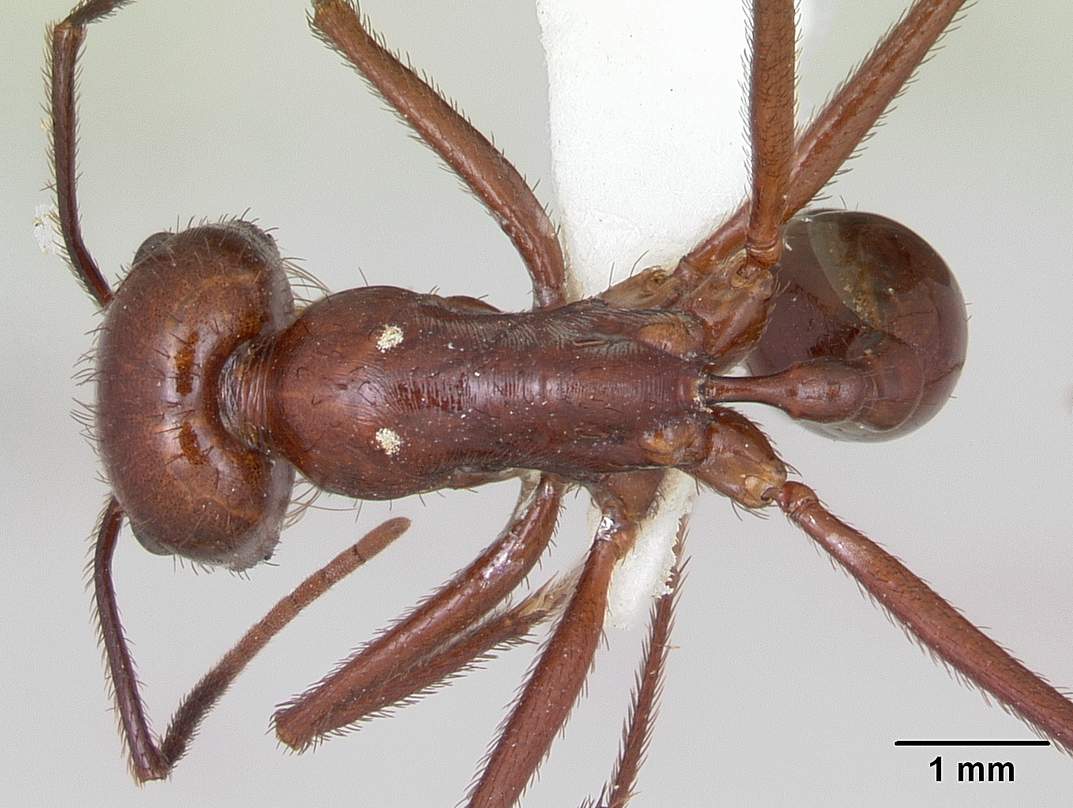
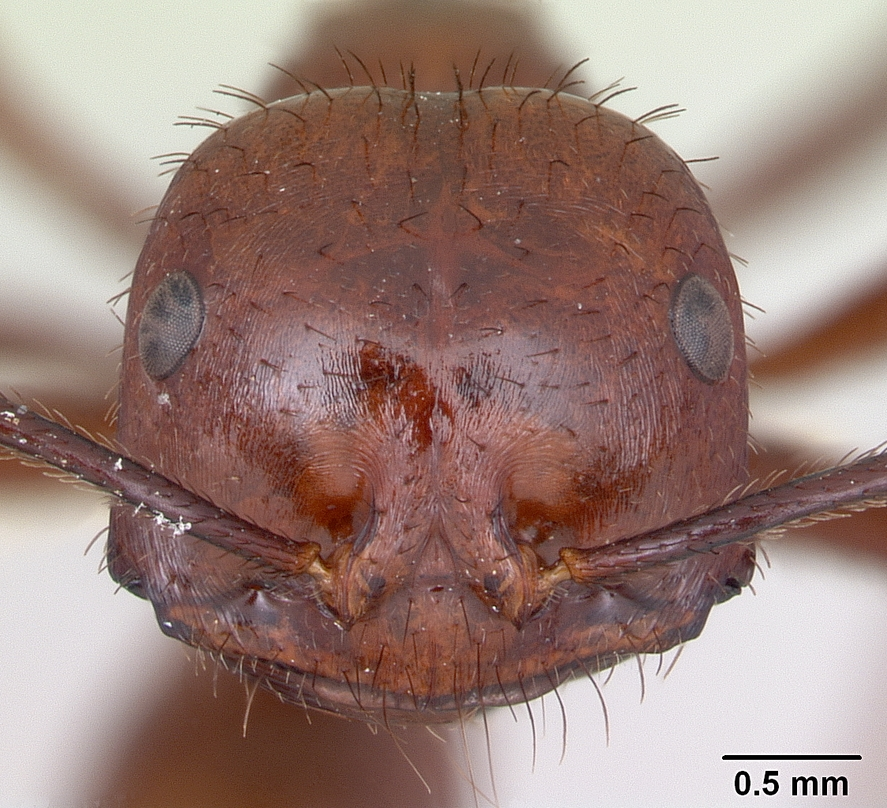
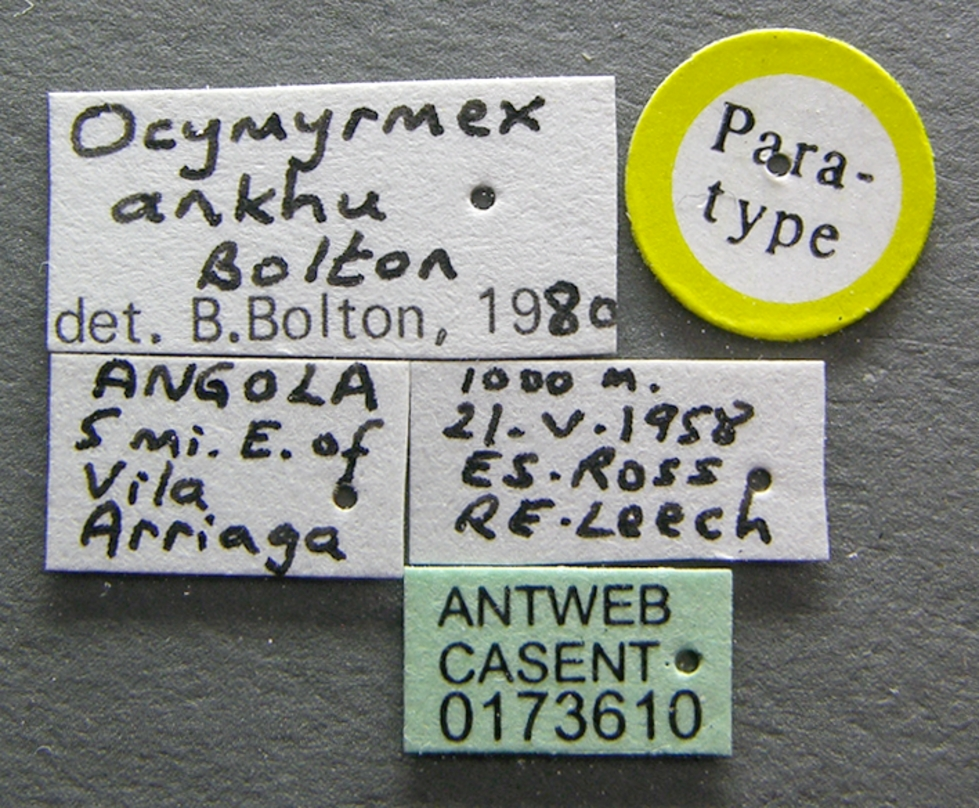
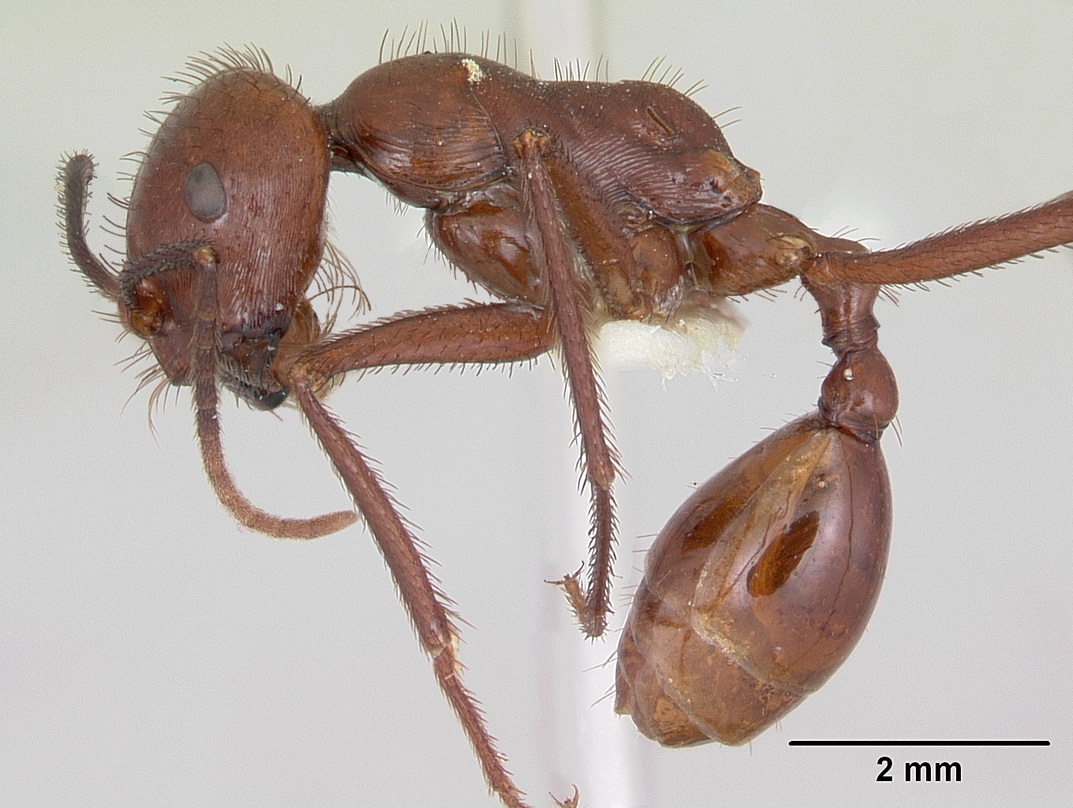
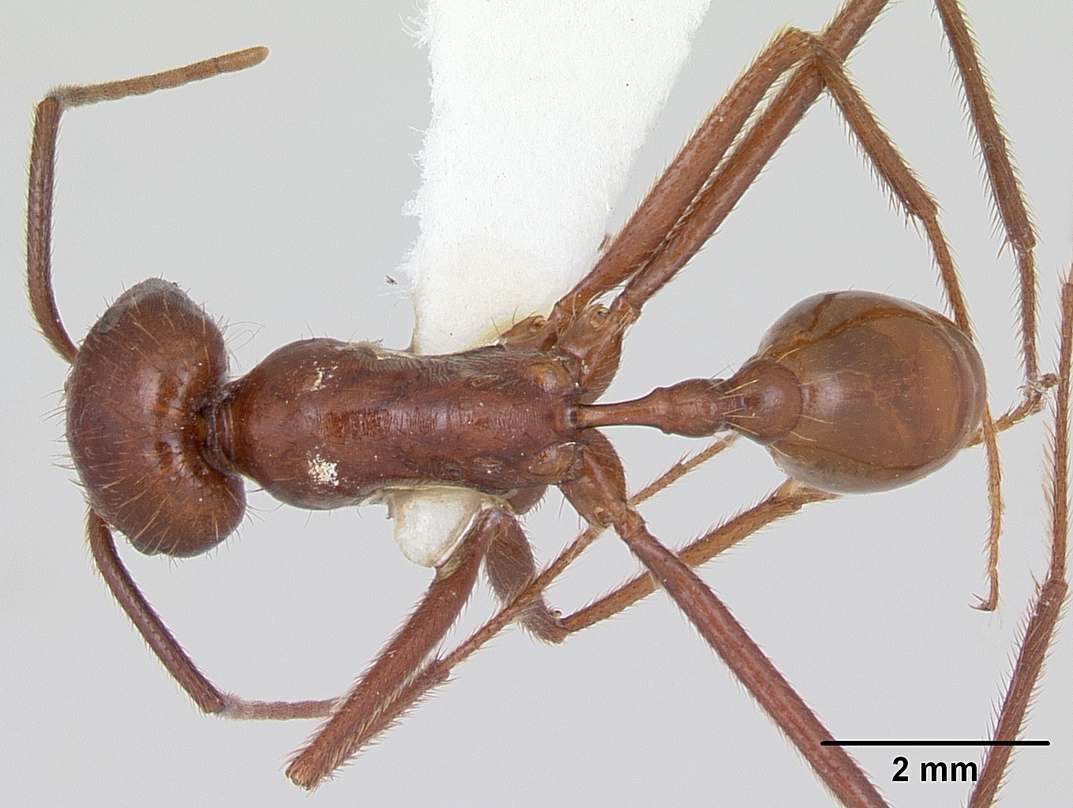
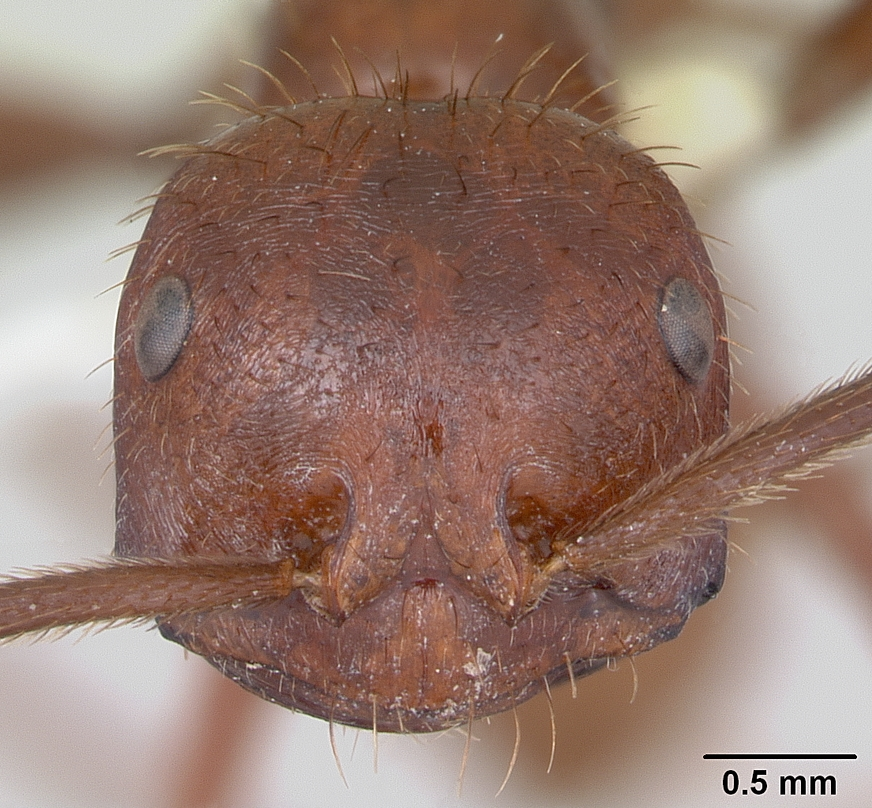